# Maxmilián Norbert Krakowský z Kolowrat

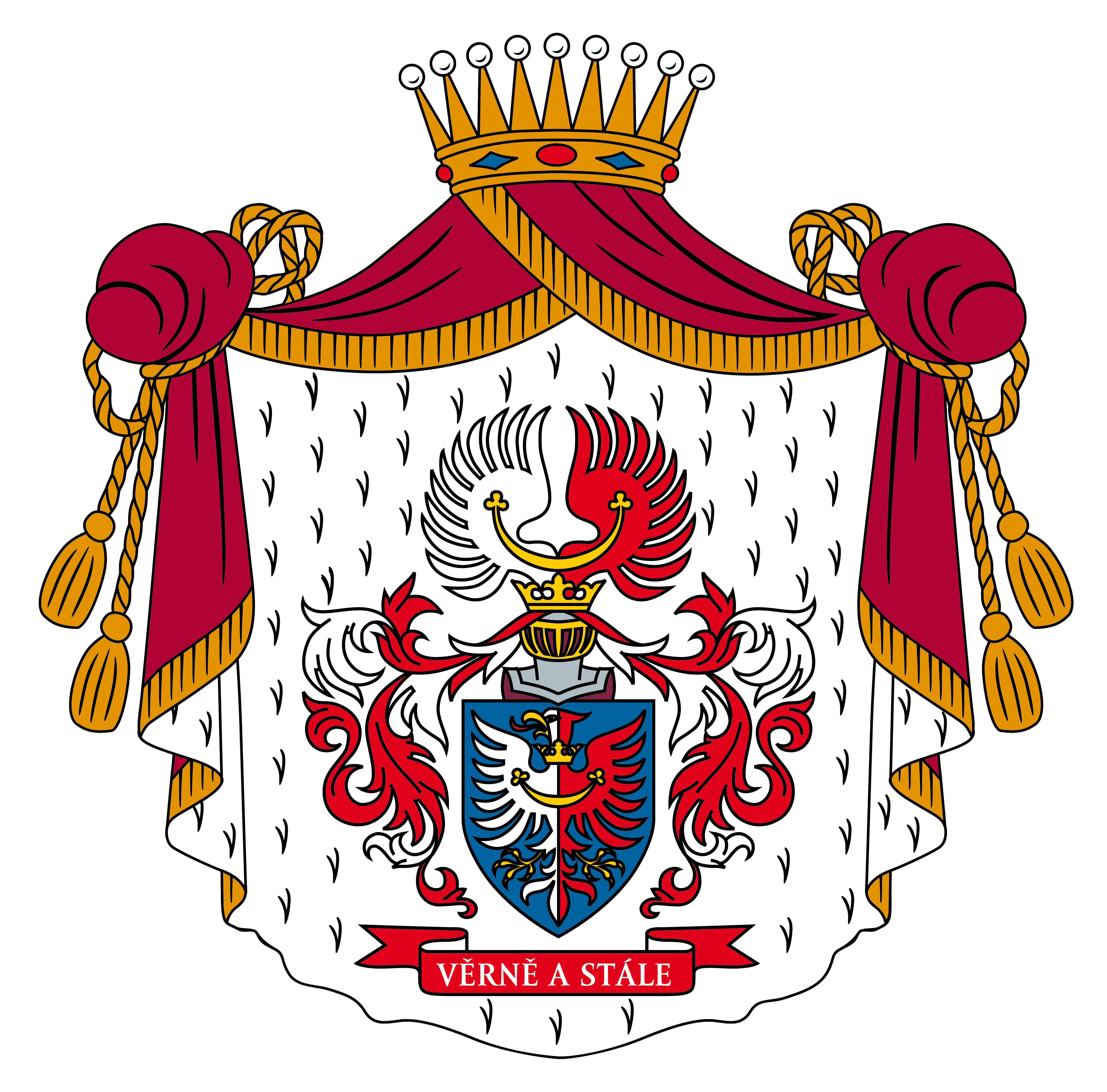
Erb rodu Kolovratů

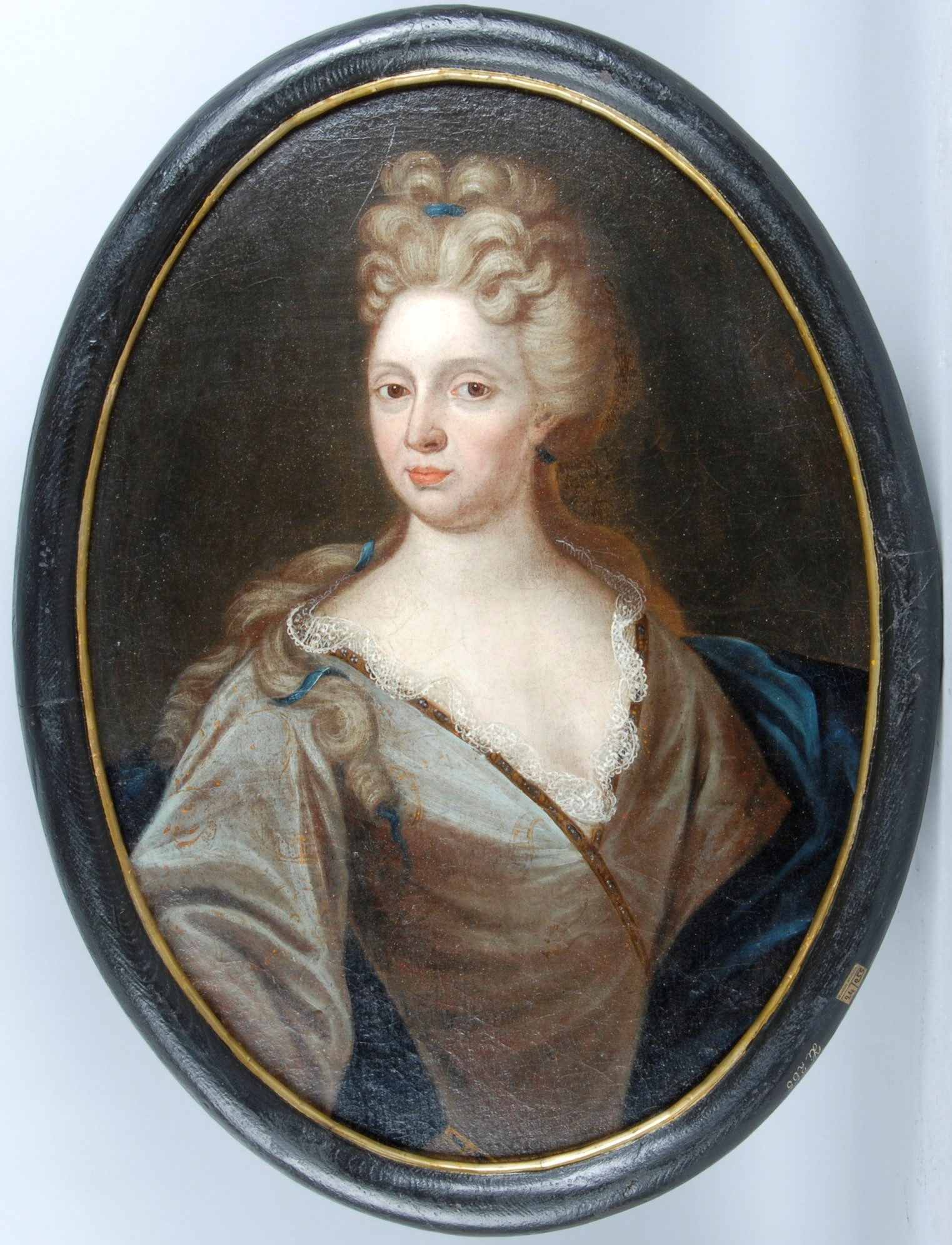
První manželka Marie Barbora Krakovská z Kolowrat, rozená z Bruntálská z Vrbna

Maxmilián Norbert Krakowský z Kolowrat (německy Maximilian Norbert Krakowsky Reichsgraf von Kolowrat, 14. června 1660 – 25. března 1721) byl český šlechtic, příslušník krakovské větve šlechtického rodu Kolovratů. Stal se císařským komořím a skutečným tajným radou. V letech 1700–1704 zastával funkci prezidenta nad apelacemi v Čechách. V letech 1704–1721 se stal nejvyšším zemským komořím v Čechách.

## Život a rodina
Nejmladší syn Viléma Albrechta Krakovského z Kolovrat (1600–1688) a jeho třetí manželky Marie Alžběty Libštejnské z Kolovrat. Dne 3. srpna 1687 uzavřel v pražské katedrále sv. Víta sňatek s Marií Barborou hraběnkou z Bruntálskou z Vrbna (2. červenec 1666 – 1. březen 1712). Dohromady se jim narodilo osm dětí: Kajetána Ludmila (1688–1689), Václav Josef (1690–1692), Jan Josef (1691–1766), František Norbert (1693–1728), Anna Gabriela (1694), Josef Julius (1694), Paulina (1699–1703) a Emanuel Václav (1700–1769).
Jeho manželka hraběnka Marie Barbora nechala v roce 1711 postavit na cestě z Týnce do Klatov Loretánskou kapli. Tuto událost připomíná dodnes malovaný alianční znak Kolovratů a Bruntálských. Časem na tomto místě vznikla osada s několika chalupami, hostincem a hájovnou. Loretánská kaple byla císařem Josefem II. zrušena, ale Kolovratové ji roku 1931 obnovují. Marie Barbora zemřela ve čtyřiceti šesti letech a byla pochována v Praze.
Dne 30. srpna 1713 se v Zákupech (Reichstadtu) Maxmilián Norbert oženil podruhé, a to s Marií Annou Terezou svobodnou paní von Stein zu Jettingen (5. srpen 1688 – 2. květen 1751). Tato šlechtična se stala nejprve dvorní dámou velkovévodkyně toskánské a následně nejvyšší hofmistrovou polské královny Marie Josefy (1699 –1755), dcery císaře Josefa I. Rozšířila vliv rodiny Krakovských i za hranice Českého království, zejména do Saska. Získala řád Hvězdného kříže. S Maxmiliánem Norbertem počali dvě děti: Jana Arnošta Filipa (1716–1722) a Františku Marii Annu (1717–1762). Když hraběnka zemřela, byla pohřbena v poutním místě Mariaschein (Šejnov, Bohosudov).
Maxmilián Norbert hrabě Krakovský z Kolowrat zemřel 25. března roku 1721 a byl pohřben pohřben v Praze v klášterní hrobce hradčanských kapucínů u Panny Marie Andělské.

## Rozšiřování majetku
Po smrti otce převzal Týnec, Běšiny, Dešenice, Janovice, Královský Hvozd, Srbice, Opálku, Střezmíř, Sobětice, Lomec a dvůr v Unhošti, za což vyplatil bratrovi Janu Františkovi 138 500 zlatých. Právě ve svém domě v Unhošti začal vařit pivo což je doloženo stížností z roku 1701. O dva roky později získal od panovníka listinné várečné právo pro Prahu.  Zasloužil se jako zakladatel týneckého panství, pod kterou spadal jak Týnec, tak také Běšiny a další statky. Právě to se stalo roku 1690 majoritním vlastnictvím mužských potomků tohoto rodu, tak tomu bylo tedy až do smrti Josefa Arnošta Emanuela hraběte Krakovského z Kolowrat († 1864). Z tohoto panství převedl 24 rodin do Unhoště. To mu umožnilo postavit zde nový pivovar, což opět způsobilo vleklé rozpory s měšťany. Proto byl Maxmilián Norbert nucen roku 1721 panství v Unhošti, pod které spadal pivovar, krčma, ovčírny, zahrady a mlýn, prodat za 40 500 zlatých ovdovělé paní Antonii Czerninové z Chudenic.

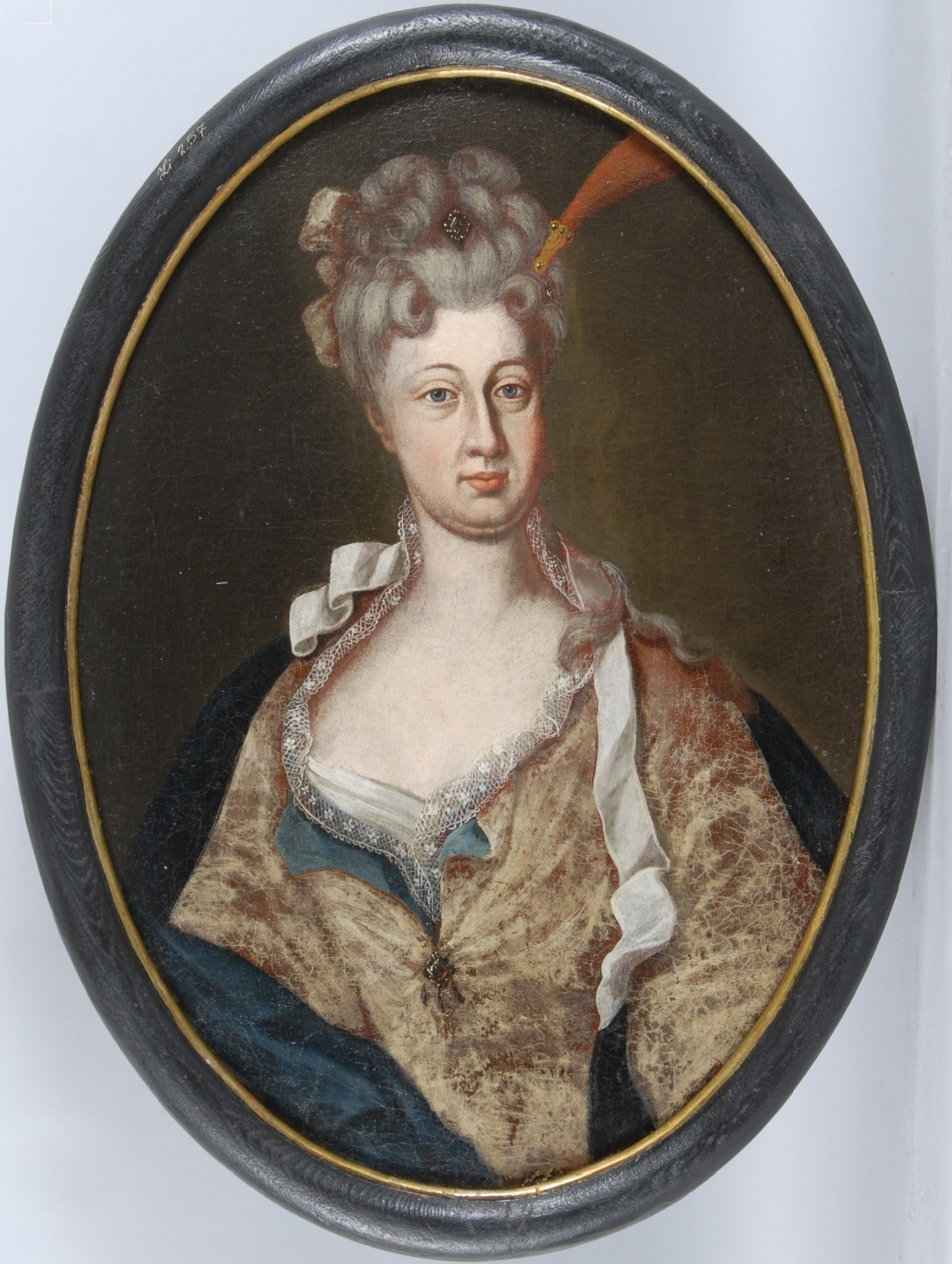
Druhá manželka Marie Anna Terezie Krakovská z Kolowrat, rozená von Stein zu Jettingen

Stal se také majitelem statku a vsi Petrovice u Průhonic, kterou získal od Borovanských z Borovan. Tento majetek ale roku 1693 prodává Františku Antonínu hraběti Sporckovi. Od roku 1705 vlastnil Dobrou Vodu, o rok později získává statek Horní (Hořejší) Krušec, který po dvanácti letech prodává bratrům Janu Adamovi a Maxmiliánovi Lipovským z Lipovice a od roku 1707 má v držení také Hořejší Těšnov.

## Mecenášství a stavební činnost
Maxmilián Norbert je známý jako mecenáš, neboť přispěl na odstranění škod, jež napáchali francouzští paliči na jezuitské koleji v Klatovech dne 8. července 1689. Na poničenou kolej, gymnázium, seminář a kostel přispěl celkovou sumou 20 000 zlatých.
Před rokem 1700 se rozhodl pro výstavbu reprezentativního rodového sídla v Týnci. Plány na tuto stavbu zajistil věhlasný stavitel Giovanni Battista Alliprandi (1665-1720). Stavba nebyla nikdy zcela dokončena, ale ani přestavěna. Kvůli tomuto velmi náročnému finančnímu podniku přišel hrabě o veškeré prostředky. Dle běžné praxe se s vyhlášením bankrotu čekalo až na dobu po smrti. Tím pádem se s finančními problémy musely vypořádat až další generace. Stavba je dnes unikátním dokladem monumentální barokní architektury postavené tzv. "na zelené louce" a zcela cíleně zasazené do malebné (barokní) krajiny.